# 東京電力ホールディングス
東京電力ホールディングス株式会社（とうきょうでんりょくホールディングス、英: Tokyo Electric Power Company Holdings, Incorporated）は、 東京都千代田区内幸町（日比谷）に本社を置く、東京電力グループの事業持株会社である。1951年に設立された東京電力株式会社が、電気事業法の一部改正による電力小売全面自由化およびそれに続く発送電分離に対応するため、同年同日に持株会社体制へ移行して社名変更した。
略称は東京電力、東電（とうでん）や東京電力HD、または商号の英文表示の頭文字からTEPCO（テプコ）が用いられている。
東証プライム上場企業で、日経平均株価の構成銘柄の一つ。

## 会社概要
1883年（明治16年）に渋沢栄一により設立された東京電燈が始まりとなる。根津嘉一郎が東京電燈の経営に参画していたことから根津財閥の流れも汲む。その後、国家総力戦体制に伴う大日本帝国による国策により、第二次世界大戦直前の1939年（昭和14年）4月、発電および送電設備が、半官半民の企業であった日本発送電の管轄となり、さらに太平洋戦争直前の1941年（昭和16年）8月には首都圏における送電事業が関東配電に移管させられた。太平洋戦争終結後、連合国軍最高司令官総司令部（GHQ）による再編命令が下され、日本発送電は第2次指定で指定持株会社に指定され、1950年（昭和25年）11月24日にGHQがポツダム命令を発したことで電気事業再編成令と公益事業令が公布され、1951年（昭和26年）5月1日、関東配電の営業地域を引き継ぐ形で発足した。
1951年（昭和26年）の設立以来、現在に至るまで、自社または子会社の一般送配電事業者としての送配電区域に自社の保有する原子力発電所を置かない電力会社として知られる。また、複数の都道府県を営業区域とする一般電気事業者としては日本で唯一、都道府県名を社名に使用していた。
商用電源周波数は、東京電燈がドイツ帝国から輸入した50Hz仕様の発電機を採用し、その後に至るまで、東京電力管内では50Hzでほぼ統一されている。ただし、群馬県甘楽郡および吾妻郡では60Hzとなっている。
創立60周年となる2011年（平成23年）3月11日時点で、同社のコーポレートスローガンは「いつもの電気、もっと先へ。」であった。そして、持株会社体制となった2016年（平成28年）4月1日より（創立65周年）、グループ全体の新ブランドスローガンとして「挑戦するエナジー。」が導入された。
福島第一原子力発電所事故の復旧および損害賠償のために、日本国政府による公的資金が注入され、認可法人である原子力損害賠償・廃炉等支援機構が議決権の過半数超（潜在的には3分の2超）を有する大株主となっている。同機構は実質的に国の機関であり、当社は同機構を介して国有企業化され、日本国政府の管理下にある。
なお、第二次世界大戦以前に存在し、のちに東京電燈（関東配電などの前身）に合併された東邦電力子会社の「東京電力」は、同名異企業である。

## 株主

### 2011年前

#### 2010年度末における大株主
福島第一原子力発電所事故の前年、2010年6月28日提出の有価証券報告書による
| 大株主（2010年3月31日）                              | 議決権の割合 |
| ---------------------------------------------------- | ------------ |
| 日本トラスティ・サービス信託銀行株式会社（信託口）   | 4.47%        |
| 第一生命保険相互会社                                 | 4.07%        |
| 日本生命保険相互会社                                 | 3.90%        |
| 日本マスタートラスト信託銀行株式会社（信託口）       | 3.81%        |
| 東京都                                               | 3.15%        |
| 株式会社三井住友銀行                                 | 2.66%        |
| 株式会社みずほコーポレート銀行                       | 1.76%        |
| 東京電力従業員持株会                                 | 1.52%        |
| 日本トラスティ・サービス信託銀行株式会社（信託口４） | 1.03%        |
| 株式会社三菱東京UFJ銀行                              | 0.98%        |
| 計                                                   | 27.35%       |

### 2011年後
2012年7月31日に、原子力損害賠償支援機構（現 原子力損害賠償・廃炉等支援機構）が、A種優先株式（転換権付有議決権）16億株、B種優先株式（転換権付無議決権）3億4000万株を1兆円で取得し、出資比率で約75%、議決権比率で50.11%を有する筆頭株主、および親会社以外の支配株主となった。B種優先株式には、A種優先株式を対価とする取得請求権（B種優先株式1株をA種優先株式10株に転換する権利）が付与されており、原子力損害賠償・廃炉等支援機構は潜在的には総議決権の3分の2超（約75%）の議決権（定款の変更や事業譲渡、分割、合併、解散など特別決議となる議案を単独で株主総会に提案し決議することが出来る力）を確保している。この第三者割当による既存株式の希釈率は議決権ベースで100.43パーセントであったが、東京証券取引所への上場は維持されている。将来的に株価が上昇し、同機構が当社への資金援助を回収するためにA種およびB種優先株式を普通株式に転換し売却した場合、希釈率は最大で約2千パーセントとなる。
支配株主となった原子力損害賠償・廃炉等支援機構は、官民共同出資で設立されているが、特別の法律に基づく認可法人であり、理事長と監事の任命権は内閣が有している。また、運営委員会委員や廃炉等技術委員会委員・副理事長・理事の任命、業務計画、予算、資金計画などには、日本国政府の認可が必要である。同機構の副理事長は元警察官僚（元大阪府警察本部長、元内閣情報官）、5名の理事のうち常勤の2名は、財務省と経済産業省から出向のキャリア官僚、1名は独立行政法人（国立研究開発法人日本原子力研究開発機構、旧動燃）の元役職員である。
同機構による東京電力への出資金（1兆円の優先株引き受け）や、10兆円強におよぶ資金援助の原資は、日本国政府が交付もしくは日本国政府保証により同機構が借り入れたものであり、同機構は管理運営・財政において実質的に国の機関である。したがって、東京電力は同機構を介して半国有化され、日本国政府の管理下にある。経済産業省から同機構に出向のキャリア官僚（経産省課長級、同機構連絡調整室長）が当社の取締役指名委員会委員および執行役会長補佐兼社長補佐兼営業企画担当（共同）に就いている。
当社は「国が直接又は間接に補助金などを交付し、又は貸付金などの財政援助を与えているもの」および「国が資本金を出資したものが、更に出資しているもの」として、会計検査院の選択的検査対象である。

#### 2024年度末における大株主
| 大株主（2025年3月31日）                         | 議決権の割合 |
| ----------------------------------------------- | ------------ |
| 原子力損害賠償・廃炉等支援機構                  | 54.75%       |
| 日本マスタートラスト信託銀行株式会社（信託口)   | 5.94%        |
| 株式会社日本カストディ銀行（信託口)             | 1.88%        |
| 東京電力グループ従業員持株会                    | 1.41%        |
| 東京都                                          | 1.20%        |
| UBS AG LONDON A/C IPB SEGREGATED CLIENT ACCOUNT | 0.78%        |
| 株式会社三井住友銀行                            | 0.76%        |
| 日本生命保険相互会社                            | 0.75%        |
| STATE STREET BANK AND TRUST COMPANY 505001      | 0.66%        |
| JP MORGAN CHASE BANK 385781                     | 0.57%        |
| 計                                              | 68.70%       |

## 巨額の損害賠償と公的資金
2011年11月以降、原子力損害賠償・廃炉等支援機構（実質は日本国政府）より、毎月数百億から数千億円規模の資金援助を受けており、2024年度末現在で累計13兆4058億円に達している。当社は機構からの交付資金を特別利益として会計処理しており、交付された資金と同額を特別損失として賠償金に充てている。この資金援助には明確な法的返済義務が課せられておらず、当社は交付された資金を負債として計上していない。機構からの資金援助を収益と認識する会計方針については、「（資金交付金の）申請にあたっては、資金援助の内容や額について、原子力損害賠償支援機構と調整していることや、機構法の趣旨などを勘案すれば、申請を行った時点で、原子力損害賠償支援機構資金交付金を受け取る起因が発生しており、実質的に収益が実現している」と説明している。
これにより、当社は損益計算書上の赤字決算と貸借対照表上の債務超過を回避している。交付された資金は、各原子力事業者が機構に納付する一般負担金、東電が機構に納付することになる特別負担金、機構が保有する東電株式の売却益などによって国庫に回収されることになっているが、2021年の会計検査院の試算によると、資金の国への回収が終わるのは2044年（令和26年）～2064年（令和46年）で、仮に全額を回収出来たとしても、国は1519億円～2388億円の利払いを負担することになる。
一部債権者に対して原子力発電所事故による補償を拒否するなどの行動をしているとも報じられている。
国は、上述の資金援助とは別に、福島第一原子力発電所1-4号機の廃炉・汚染水対策に関する研究開発等、研究施設の整備等及び実証事業に対して、毎年数百億円規模の財政措置を講じている。

## 歴史
- 1951年
  - 5月1日 - 松永安左エ門（電気事業再編成審議会委員長）のGHQへの説得による、国会決議より効力が強いGHQポツダム政令を元に、戦時統合によって発足した関東配電と日本発送電を再編して、東京電力株式会社設立。
  - 8月24日 - 東証1部に上場。
- 1953年11月18日 - 東京電力初の石炭火力発電所、潮田火力発電所3号機が運転開始。
- 1955年1月6日 - 戦後初の新設石炭火力発電所、鶴見火力発電所（鶴見第二火力発電所）1号機が運転開始。
- 1956年2月13日 - 戦後初の大規模石炭火力発電所、新東京火力発電所1号機が運転開始（のちに石油専焼に転換）。
- 1957年4月20日 - 石炭火力発電所、千葉火力発電所1号機が運転開始（のちに石油専焼に転換）。
- 1959年8月18日 - 千葉火力発電所4号機完成で火力発電の出力が水力発電を上回る（火主水従へ）。
- 1960年
  - 3月25日 - 石炭火力発電所、品川火力発電所1号機が運転開始（のちに石油専焼に転換）。
  - 10月15日 - 石炭火力発電所、横須賀火力発電所1号機が運転開始（のちに石炭・石油混焼を経て石油専焼に転換）。
- 1961年7月5日 - 石炭火力発電所、川崎火力発電所1号機が運転開始（のちにナフサを経てLNGに転換）。
- 1962年8月31日 - 東京電力初の重油専焼火力発電所、横浜火力発電所1号機が運転開始（のちに石油・LNG混焼に転換）。
- 1963年1月6日 - 石油火力発電所、五井火力発電所1号機が運転開始（のちにLNG専焼に転換）。
- 1964年2月29日 - 千住火力発電所廃止。
- 1965年
  - 9月28日 - 第一次長期公害対策開始。
  - 12月10日 - 東京電力初の揚水発電所、矢木沢発電所2号機が運転開始。
  - 11月26日 - 都市配電近代化対策委員会設置。
- 1967年12月 - 石油火力発電所、姉崎火力発電所1号機が運転開始（のちに石油・LNG混焼に転換）。
- 1970年4月 - 世界初のLNG専焼火力発電所、南横浜火力発電所2号機が運転開始。
- 1971年
  - 3月19日 - 石油火力発電所、鹿島火力発電所1号機が運転開始。
  - 3月26日 - 東京電力初の原子力発電所、福島第一原子力発電所1号機が運転開始。
  - 8月5日 - 石油火力発電所、大井火力発電所1号機が運転開始。東京電力初の超低硫黄ミナス原油を使用。
- 1972年7月28日 - 本社社屋を現社屋に移転。
- 1973年 - 潮田火力発電所廃止。
  - 6月16日 - 国内炭専焼火力としては最後となる新東京火力発電所が重油専焼火力に転換。
  - 11月5日 - エネルギー危機に対して緊急節電を要請。8日には22時以降のネオン消灯を呼びかけ。
- 1974年
  - 1月16日 - 電気使用制限が実施される。
  - 8月1日 - LNG火力発電所、袖ケ浦火力発電所1号機が運転開始。
  - 9月 - 日本で初めて単体出力100万kWを達成した鹿島火力発電所5号機が運転開始。
- 1975年
  - 5月17日 - 新福島変電所新設。
  - 6月 - 全火力発電所にNOx（窒素酸化物）計測器設置。
- 1977年
  - 6月30日 - 省エネルギーセンター設立。
  - 9月6日 - 銀座にお客様相談室開設。
- 1978年
  - 3月24日 - 光ファイバー通信システムの運用開始（京北〜鳩ヶ谷）。
  - 9月1日 - ワシントン事務所開設。
  - 11月2日 - 福島第一原子力発電所3号機の制御棒が操作ミスより5本脱落し、日本初の部分的臨界トラブルとなる[25]。
- 1979年11月21日 - 省エネルギーモデルビル完成（大塚支社）。
- 1980年4月18日 - 石油火力発電所、広野火力発電所1号機が運転開始。
- 1981年
  - 7月16日 - 最大電力3000万kW突破。
  - 9月11日 - 新高瀬川発電所全竣工。最大出力128万kW。ダム水路式揚水発電所。
- 1982年
  - 4月1日 - ロンドン事務所開設。
  - 4月20日 - 福島第二原子力発電所1号機運転開始。
- 1983年4月1日 - 東京・光が丘パークタウンで地域熱供給開始。
- 1984年4月1日 - お客さまの声をサービス向上に生かす「エコー・システム」発足。
  - 6月30日 - 鶴見火力発電所廃止。
  - 7月2日 - 広野火力発電所2号機で初の国産天然ガス（磐城沖ガス田）の使用開始。
  - 11月3日 - 電力館公開開始。
  - 11月26日 - 横須賀火力1号機でCOM試験使用開始。
- 1985年
  - 9月18日 - 柏崎刈羽原子力発電所1号機運転開始。
  - 10月30日 - 「電気プラザ・ヨコハマ」公開開始。
  - 12月 - 東京電力初のコンバインドサイクル発電方式を採用した富津火力発電所1号系列第1軸が運転開始。
- 1986年
  - 3月23日 - 暴風雪により送電鉄塔が損壊。大規模な停電が発生。
  - 5月22日 - 地域雷観測レーダー網完成。
  - 7月4日 - 玉原発電所全竣工。最大出力120万kW。ダム水路式揚水発電所。
- 1987年
  - 4月22日 - 東京証券取引所において株価が9,420円と、東京電力上場来の最高値を記録した。
  - 5月26日 - 大井火力発電所爆発事故。中央部の第二原油サービスタンクが爆発・炎上した。この火災で作業員4名が死亡。作業員1人が全身やけどの重傷、消防士1人が負傷した[26]。
  - 7月23日 - 首都圏大停電発生。猛暑による急速な電力需要の伸びに供給が追いつかず、電力供給停止となった大規模な停電事故。
  - 9月18日 - LNG火力発電所、東扇島火力発電所1号機が運転開始。

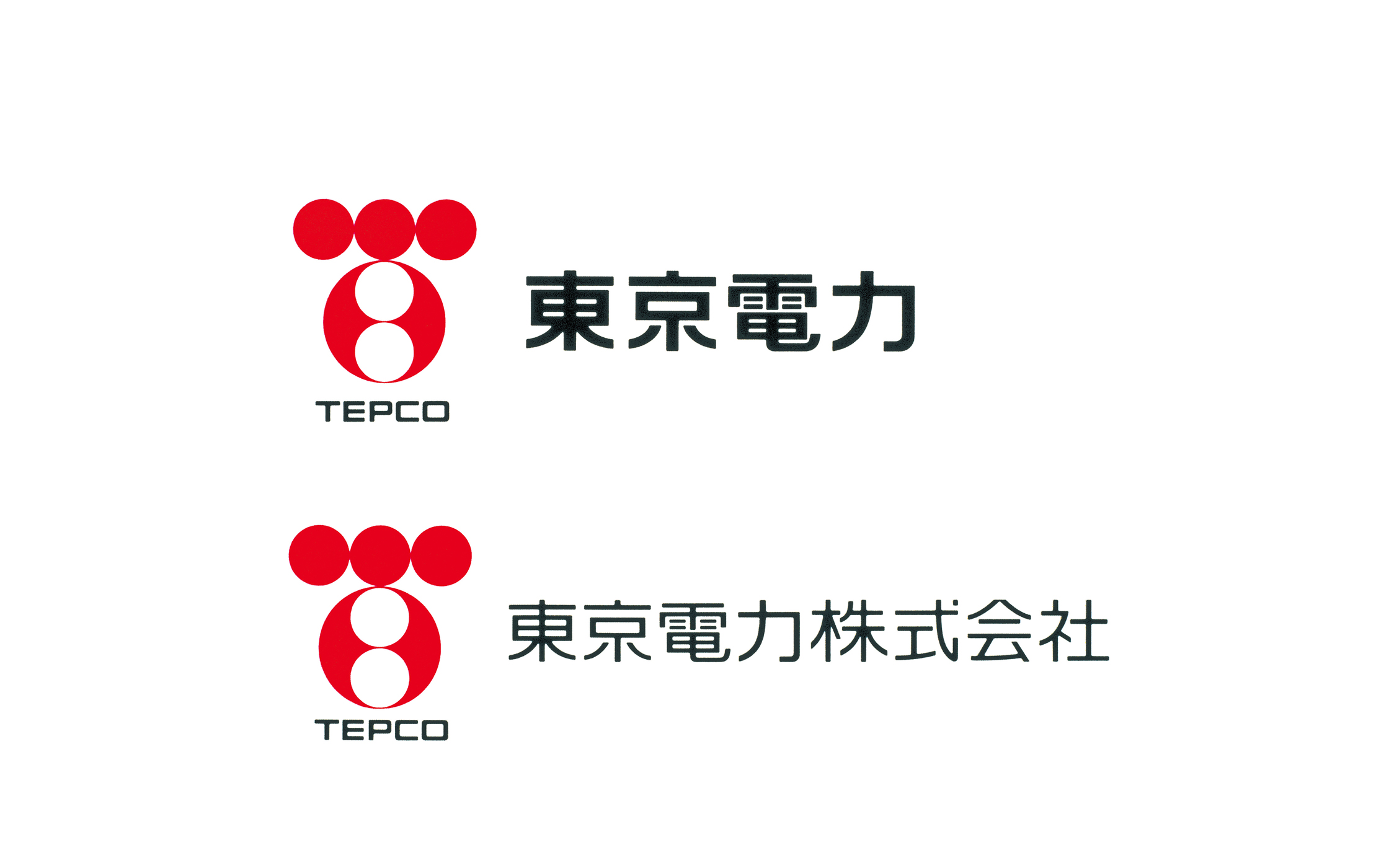
東京電力のCI
（1987年〜2016年）

- - 10月1日 - コーポレートアイデンティティ導入。設立時から使われていた社章「かみなりマーク」を廃止し、永井一正デザインによる電力の豊かさや明るい家庭の暖かさを表す丸を5つ並べてアルファベットの「T」を表した新しい社章と[27]、コーポレートシンボル「TEPCO」が導入された。また、これと同時に社名ロゴタイプも変更し、文字が細いタイプと文字が太いタイプの2種類があり、用途によって使い分けている[28]。
  - 10月1日 - コンビニエンスストアで電気料金収納始まる。
- 1988年
  - 4月9日 - 大宮ソニックシティに「TEPCO SONIC」開業。
  - 4月12日 - 原子力本部に原子力センターを設置。
  - 11月10日 - 富津火力発電所1・2号系列完成。
- 1989年6月29日 - 社内に広報部を設置。
- 1990年
  - 4月1日 - テプコケーブルテレビが開局。
  - 5月21日 - 緊急需給対策本部を設置。
- 1991年
  - 8月29日 - 新東京火力発電所廃止。跡地には、豊洲ガスタービン発電所が建設された。
  - 10月24日 - 銀座支店、川崎支社、鶴見支社に電気自動車45台導入。
  - 12月20日 - 今市発電所全竣工。最大出力105万kW。ダム水路式揚水発電所。
- 1993年
  - 7月24日 - TEPCO新エネルギーパーク公開開始。
  - 12月1日 - 全国初の地下水を利用した地域熱供給事業を高崎市中央地区で開始。
- 1994年
  - 7月7日 - 五井火力発電所6号機において、ガスタービン発電設備を追加、排気再燃型コンバインドサイクル発電方式に改良し運転開始。
  - 8月2日 - フランス電力公社を抜いて公益事業分野では世界最大へ（米経済誌フォーチューン発表）。
  - 10月3日 - 技術開発センターが竣工。
- 1995年5月19日 - 世界最大出力の新野田変電所完成（786万kvA）。
- 1996年
  - 6月18日 - 姉崎火力発電所ボイラー破損事故。6号機のボイラーが破損事故を起こし停止、1999年2月に運転を再開した[29]。
  - 6月20日 - 東京電力初の1300℃級ACCを採用した横浜火力発電所7号系列第4軸が運転開始。国内事業用火力としては初めてガスタービンの起動にサイリスタ起動方式を採用。
  - 10月10日 - TEPCO銀座館公開開始。
- 1997年7月2日 - 柏崎刈羽原子力発電所7号機が運転開始。全号機が完成。発電出力（821.2万kW）で世界最大の原子力発電所となる。
- 1998年1月22日 - 横浜火力発電所7・8号系列完成。
- 1999年
  - 3月25日 - 東京電力初の地熱発電・八丈島地熱発電所が運転開始。
  - 8月11日 - ソフトバンク・マイクロソフトとともに高速インターネット接続会社スピードネットを設立。
- 2000年
  - 3月 - 改正電気事業法が施行され、電力小売自由化スタート。
  - 3月31日 - 東京電力初の事業用風力発電・八丈島風力発電所が運転開始。
  - 6月15日 - 千葉火力発電所1・2号系列完成（旧設備は1999年3月に廃止）。

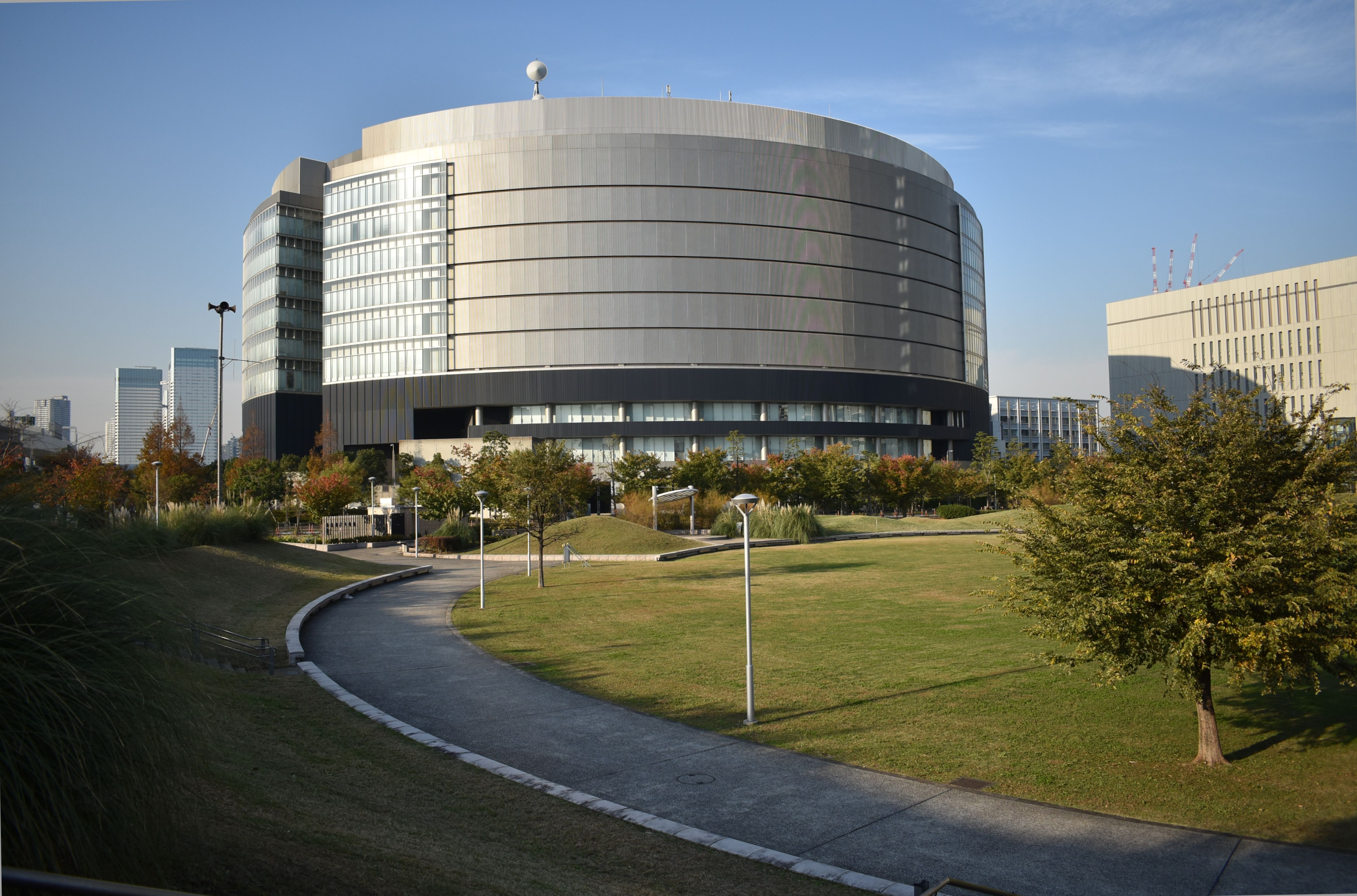
新豊洲変電所（2018年11月21日撮影）

- - 11月21日 - 豊洲ガスタービン発電所廃止。跡地には、地下式では世界初の50万ボルト変電所である新豊洲変電所が建設された。
- 2001年7月24日 - 過去最大の電力供給量6430万kWを記録する[30]。なお、記録的猛暑であった2010年夏の最大電力供給量は5999万kW[31]。
- 2002年8月29日 - 東電原発データ改竄事件で過去の点検記録に、改竄・隠蔽があったことを公表（福島第一原子力発電所の定期点検で、異常があったので隠蔽しようとし、会長荒木浩・社長南直哉が引責辞任）。これが契機として、原子力発電所における設備の維持基準が制定されることとなった。
- 2003年
  - 8月20日 - 品川火力発電所1号系列完成（旧設備は1996年3月に廃止）。
  - 11月13日 - 富津火力発電所3号系列完成。
  - 12月12日 - 東京電力所有の石炭専焼火力としては30年ぶりとなる常陸那珂火力発電所1号機が運転開始[32]。
- 2004年4月 - オール電化住宅の普及促進に向け、Switch!キャンペーンを開始。
- 2005年 - 水力発電専用の上野ダム・南相木ダム・揚水発電用の発電所の 神流川発電所が供用開始。
- 2006年8月14日 - 2006年8月14日首都圏停電発生。旧江戸川を航行中のクレーン船のアームが高圧架線に触れ、電線を切断される被害を受けた。この事故により約139万世帯が停電したほか、交通や通信にも影響が出た。
- 2007年
  - 6月15日 - 日本初の1500℃級MACCを採用した川崎火力発電所1号系列第3軸が運転開始。
  - 7月16日 - 新潟県中越沖地震により柏崎刈羽原子力発電所の運転を停止。これに伴い9月中旬まで節電の要請活動をビル、工場、一般顧客等に展開。8月22日に最大電力が6147万kWを記録するも他電力会社からの応援融通、緊急時調整契約の発動、揚水発電所である塩原発電所の緊急稼動等により停電を回避。
- 2008年7月末 - サービスエリア内のオール電化住宅の採用戸数が累計50万戸を突破。
- 2009年
  - 2月5日 - 川崎火力発電所1号系列完成（旧設備は2006年3月に廃止）。
  - 3月27日 - 富津火力発電所と東扇島火力発電所のLNG基地間をつなぐ東西連係ガス導管の運用を開始[33]。
- 2010年
  - 6月 - 福島第一原子力発電所2号機の外部電源への自動切換に不具合が発生し、電源源喪失事故に発展[34]。
  - 8月末 - サービスエリア内のオール電化住宅の採用戸数が累計80万戸を突破。
  - 10月5日 - 富津火力発電所4号系列完成。火力発電所としては中部電力の川越火力発電所を抜き国内最大、世界第3位の発電量（504万kW）となる。

### 東日本大震災以降
論点は福島第一原子力発電所事故の影響参照
- 2011年
  - 3月11日（金曜日） - 東北地方太平洋沖地震（震災名：東日本大震災）およびこれに伴う津波被害により、運営する発電所の多くが被災する（2原発・8火力・18水力[35]）。さらに福島第一原子力発電所・福島第二原子力発電所が運転停止し、津波による浸水で、福島第一原子力発電所の非常用発電機が停止し停電、沸騰水型原子炉に注水ができなくなる事態となる『福島第一原子力発電所事故』が発生し、3月12日・3月14日に、原子炉建屋が水素爆発で建物や原子炉が破壊される事故が発生した。
    - 後日、炉心溶融により、国際原子力事象評価尺度『レベル7』に相当する、放射性物質漏れを伴う重大事故になる[注釈 5]。

  - 3月13日（日曜日） - 震災の影響で多くの発電所が運転停止したことで、電力需要に対して電力供給量が不足する事態となったため、21時に明日14日（月曜日）より計画停電を開始する緊急の記者会見が発表された。発表直後に公式ウェブサイトにアクセスが集中、輻輳により周知不足につながった。
  - 3月14日（月曜日） - 同日以降1都8県（東京都区部では荒川区・足立区のみ対象）で計画停電を開始。鉄道の運休や間引き運転を実施したため、周知不足により鉄道利用者や千葉県や茨城県の被災地に混乱が生じる。その後同年4月8日には、電力供給量が安定したことと、電力消費量が減少しつつあるものとして、同年6月3日まで「計画停電は原則として実施しない」旨を発表した。
  - 4月5日 - 東京証券取引所で、株価が1951年12月11日に付けた上場来安値393円を約59年ぶりに下回った。
  - 4月25日 - 全ての役員報酬を40〜50%、管理職の年俸を約25%、一般社員の年収を約20%、それぞれ削減すると発表した。削減額は年間で計540億円となる。役員の報酬削減の内訳は会長、社長、副社長、常務の取締役計20人が報酬の50%、執行役員29人は40%。4月から当面の間削減する。管理職以下は7月から実施する[37]。
  - 5月20日 - 2011年3月期の決算概要を発表した。前年比約3500億円の増収、経常ベースでは約1100億円の増益となったが、特別損失として、約1兆7000億円を計上し、当期純損益は約1兆2000億円の最終赤字となった。この金額は、金融機関を除く事業会社において、過去最大の数字とのこと。また、役員人事として、同年6月28日の定時株主総会の承認を前提に、取締役社長の清水正孝、取締役副社長の武藤栄らが退任することが発表された。
  - 8月10日 - 東京電力初の事業用太陽光発電・浮島太陽光発電所が運転開始。
- 2012年
  - 1月 - 世界で最も社会的に無責任な企業を選ぶパブリックアイ賞（通称：世界最悪企業賞）で2位入賞。投票レースでずっとトップを走っていたが、投票直前になってヴァーレ票が急追し2位になったため、「何らかの組織票が動いたのではないか」と指摘する声もある[38]。
  - 3月 - 2012年4月より事業者向け電気料金を平均17%引き上げる方針。家庭向けの電気料金を2012年7月にも10%値上げする方向で調整することを申請[39][40]。
  - 3月末時点で、第一生命保険と日本生命保険が、東電の株券を売却したため、東京都が大株主になった[41]。
  - 6月27日 - 原子力損害賠償支援機構を割り当て先とする優先株式を発行し、同機構を介して日本国政府から1兆円の公的融資の注入を受けることを株主総会で承認。7月31日に原子力損害賠償支援機構が50.11%の議決権を取得、実質的に国有企業化された[42]。
  - 7月18日 - 東京株式市場で株価が120円と上場来最安値を記録。
  - 7月31日 - ブラック企業大賞の『大賞』を受賞した[43]。
  - 11月 - 東日本大震災の影響で発生した、福島第一原発関連の事故に関係する賠償や除染を万全の体制で行うことを目的に、こうした業務を担う本社機能を全面的に福島県内に移し[44]、新しく「福島本社」（仮称）と位置づけて、東京本店の副社長級の幹部をはじめ、数百人を東京から異動させ[45]、これまで賠償の実務に当たってきた社員らを含め、4000人超規模とする方針を固め、調整を進めていることにが明らかとなった[46]。
- 2013年
  - 1月1日 - 福島県双葉郡（広野町と楢葉町にまたがる）のJヴィレッジ内に「福島復興本社」を開設（代表・石崎芳行。業務開始は1月4日より）。
  - 2月1日 - 川崎火力発電所2号系列第1軸（50万kW）が運転開始。震災後初となる大型火力。
  - 5月15日 -「原子力安全監視室」を設置して、元イギリス原子力公社 安全・保証担当役員のジョン・クロフツを室長にした[47]。
  - 9月27日 - 原子力規制委員会に対し柏崎刈羽原子力発電所6・7号機の安全審査を申請。広瀬直己社長は、たとえ（柏崎刈羽原発の）再稼動が遅れたとしても、経費削減によって経常損益の黒字化は達成可能と発表した[48]。
  - 9月28日 - 広瀬直己社長は福島第一原発5号、6号を廃炉にすると発表[49]。5号6号の設備を廃炉センターとして有効活用する計画を明らかにした[50]。
- 2015年
  - 4月1日 -「新潟本社」を設立。柏崎刈羽原発、信濃川電力所との連携体制を築く[51]。
  - 4月30日 - 中部電力株式会社と火力発電事業を統合し、合弁会社株式会社JERAを設立[52]。
- 2016年
  - 1月12日 - 家庭用電力小売全面自由化に向けて、ソフトバンクと提携し「ソフトバンクでんき」を発表。同年4月1日から東電・中部電力・関西電力エリアで提供開始。持株会社発足後の提供開始であるため、東電側は「東京電力エナジーパートナー」が担当する（2017年1月31日を以て中電・関電エリアでの新規契約受付終了）。
  - 3月7日 - 福島復興本社がJヴィレッジ内から双葉郡富岡町の浜通り電力所内に移転[53]。
- 2020年10月26日 - 福島復興本社が富岡町から双葉町産業交流センター内に移転[54]。

### 持株会社体制移行後
- 2016年
  - 4月1日 - 電力自由化に際し、持株会社体制に移行し東京電力ホールディングス株式会社に商号変更。燃料・火力発電事業は東京電力フュエル&パワー株式会社、送配電事業は東京電力パワーグリッド株式会社、小売電気事業は東京電力エナジーパートナー株式会社がそれぞれ承継した。3代目コーポレートシンボル導入。ただし「東京電力パワーグリッド」は、送配電事業の中立性を担保するため、他の持株会社や2つの事業会社とは異なる独自商標を使用。なお、イメージカラーはグループ共通の赤色である。
    - 電力完全自由化により、東京電力管内の顧客は東京電力エナジーパートナー以外の電力をスイッチングで自由調達出来る様になったため、東電から新電力への顧客流出が続く。

  - 9月26日 - 火力発電分野においてモノのインターネットを利用した運転監視系統を共同開発し、導入することをゼネラル・エレクトリックと合意[55]。すでに原子力損害賠償・廃炉等支援機構の債務処理について限界が主張されており、この合理化は解決策として市場でも理解されている[要出典]。しかし、モノのインターネットは個人情報漏洩が心配されており[56]、また一方で原子力発電所の安全装置に使用されていたものが5時間近く停止するなど数々のトラブルを引き起こしている[57]。
  - 10月25日 - 経済産業省東京電力改革・1F問題委員会（委員長：伊藤邦雄一橋大学特任教授）は福島第一原子力発電所関連以外の原発事業の分社化を提言した[58]。
- 2019年
  - 9月 - 令和元年房総半島台風（台風15号）により千葉県を中心に長期大規模停電が発生。
  - 10月1日 - 東京電力リニューアブルパワー株式会社を設立し、再生可能エネルギー発電及び関連事業を同社に承継。イメージカラーは緑色である。
- 2022年
  - 3月 - 原子力部門の一部を新潟県に移転する事を発表[59]。
  - 8月1日 - 株式会社ユーラスエナジーホールディングスの全保有株式を豊田通商株式会社に譲渡[60]。
  - 11月1日-  傘下の東京電力リニューアブルパワーが、浮体式洋上風力事業を行うイギリスのフローテーション・エナジー社を完全子会社化する[61]。
- 2024年10月1日 - 東電パートナーズの全株式をウエルシアホールディングスへ譲渡（同社はウエルシアパートナーズへ社名変更する）[62]。
- 2028年度 - 本社社屋一帯が内幸町一丁目地区再開発の南街区として地上43階、高さ230ｍの超高層ビルに建替え。

## 発電施設
- 持株会社体制への移行に伴い、東京電力（現・東京電力ホールディングス）が保有していた発電施設は、原子力発電所を除き、子会社に移管されている。
- 各発電所は、東京電力ホールディングス本店（東京都千代田区内幸町）にある中央給電指令所からの指令で運転しており、その運転出力指令値や運転モードの信号の送信、出力値や発電電力量の記録などの送受信のための通信システムは、マイクロ波多重無線通信、架空および地中電線路に設置された光ファイバ複合架空地線（OPGW）や全誘電体自立型（ADSS）光ケーブル、光ファイバケーブルよる有線光通信、衛星通信などにより冗長化されている。本店にはマイクロ波無線通信のための多数のパラボラアンテナが設置された鉄塔が建てられている。

- 下掲の表で総出力には長期計画停止中、定期点検中の号機を含む。廃止された号機、建設中の号機は含まない。

### 原子力発電所
2箇所（建設中1箇所）、821万2000kW（2019年8月1日現在）
いずれも沸騰水型原子炉の系譜に連なる（東京電力初の原子炉に沸騰水型が採用された経緯も参照）が、1980年代にK-PWR（加圧水型原子炉の一種）の採用を検討したこともある。東日本大震災以後、全原子力発電所が発電中止となっている。当社は、事業地域内（東京電力パワーグリッドの供給区域内）に原子力発電所を有したことは無い。
| 発電所名             | 原子炉型式                          | 総出力（kW）   | 号機                                      | 出力（kW）    | 運転開始                                                                                         | 所在地              | 備考                                                                                    |
| -------------------- | ----------------------------------- | -------------- | ----------------------------------------- | ------------- | ------------------------------------------------------------------------------------------------ | ------------------- | --------------------------------------------------------------------------------------- |
| 東通原子力発電所     | 改良型沸騰水型軽水炉                | 277万 （予定） |                                           |               |                                                                                                  | 青森県下北郡 東通村 | 1号機は建設中（中断中） 2号機は計画中だが建設未定 2018年8月28日本格的な地質調査を開始。 |
| 柏崎刈羽原子力発電所 | 沸騰水型軽水炉 改良型沸騰水型軽水炉 | 821.2万        | 1号機 2号機 3号機 4号機 5号機 6号機 7号機 | 110万 135.6万 | 1985年9月18日 1990年9月28日 1993年8月11日 1994年8月11日 1990年4月10日 1996年11月7日 1997年7月2日 | 新潟県 刈羽郡刈羽村 |                                                                                         |

#### 原子力発電所における事故
稼働する全ての原子力発電所で火災、放射性物質漏れ、臨界といった事故が発生している。スリーマイル原子力発電所事故に対する東京電力の対応のように、他の原子力事故を受けて対策を強化する例も見られたが、2011年（平成23年）3月11日に発生した福島第一原子力発電所事故は炉心溶融を伴い、原子炉建屋が水素爆発で破壊され、大規模な放射性物質漏れを起こす大事故となった。
この影響で、福島第一原子力発電所で進められていた増設計画も中止された（詳細は福島第一原子力発電所7、8号機の増設計画の経緯を参照）。また福島県庁の復興計画では『原子力に依存しない安心安全の福島県』を基本理念にして、福島県内にある福島第二原子力発電所の全基廃炉を求めている。

##### 原発事故の反省と総括
2013年（平成25年）3月29日、「経済性を最優先するあまり、原発という特別なリスクを扱う会社でありながら、経営層のリスク管理に甘さがあった」「事前の備えが十分であれば防げた事故だった」とする、事故への総括と改革プランが、東京電力の改革監視委員会で了承された。
改革プランでは、原発のリスクを公表する「リスクコミュニケーター」という専門の担当を設けることや、緊急時の指揮命令系統において、1人の責任者が管理する人数を最大7人以下に制限することなど、提言が盛り込まれた。しかし、原子力発電所への社会の理解を得られる見通しは、全く立ってない。

### 原子力発電所以外の発電施設
原子力発電所以外の発電施設は、以下のように子会社へ移管されている。
- 火力発電所…2016年4月1日に東京電力フュエル&パワー（東電FP）へ移管。2019年4月1日、東電FPと中部電力の既存火力発電所は、両社の合弁会社であるJERA（ジェラ）に移管、両社の燃料・火力発電事業は統合された。
- 東京都島嶼部の発電所…2016年4月1日に東京電力パワーグリッドへ移管。
- 水力発電所などの再生可能エネルギー…2020年4月1日に東京電力リニューアブルパワーへ移管。

### 過去に存在した発電施設

#### 火力発電所
| 発電所名         | 使用燃料   | 総出力（kW） | 廃止時期 | 所在地               |
| ---------------- | ---------- | ------------ | -------- | -------------------- |
| 千住火力発電所   | 石炭、重油 | 7.5万        | 1964年   | 東京都足立区千住     |
| 新東京火力発電所 | 重油       | 48.2万       | 1991年   | 東京都江東区豊洲     |
| 鶴見火力発電所   | 重油       | 44.5万       | 1984年   | 神奈川県川崎市川崎区 |
| 潮田火力発電所   | 石炭       | ?            | 1973年   | 神奈川県川崎市川崎区 |

#### 原子力発電所
| 発電所名             | 原子炉型式     | 総出力（kW） | 運転開始時期 | 廃止時期 | 所在地                     | 備考 |
| -------------------- | -------------- | ------------ | ------------ | -------- | -------------------------- | --- |
| 福島第一原子力発電所 | 沸騰水型軽水炉 | 469.6万      | 1971年       | 2014年   | 福島県双葉郡 大熊町 双葉町 | 東日本大震災および 福島第一原子力発電所事故により全号機停止。 7、8号機は2011年5月に計画中止。 1〜4号機は2012年4月19日廃止。 5、6号機は2014年1月31日廃止。 |
| 福島第二原子力発電所 | 沸騰水型軽水炉 | 440万        | 1982年       | 2019年   | 福島県双葉郡 楢葉町 富岡町 | 東日本大震災により全号機停止。 運転再開はせず、全基廃炉を 2019年（令和元年）7月31日決定。                                                                 |

### 電源調達入札制度について
- 1995年（平成7年）の電気事業制度改革において電源調達入札制度が創設され、卸供給事業者（IPP・独立系発電事業者）11社と供給契約を結んでいる[65]。

12箇所、238万8600kW
| 卸供給事業者                                     | 契約電力(kW)   | 供給開始            | 所在地                 | 備考                                               |
| ------------------------------------------------ | -------------- | ------------------- | ---------------------- | -------------------------------------------------- |
| 日立造船（茨城発電所）                           | 10.27万 10.9万 | 1999年6月 2006年6月 | 茨城県常陸大宮市       |                                                    |
| 日立製作所（臨海発電所）                         | 10.28万 8.61万 | 2000年6月 2006年6月 | 茨城県日立市           |                                                    |
| 住友金属工業（鹿島火力発電所）                   | 47.5万         | 2007年6月           | 茨城県鹿嶋市           | 現：日本製鉄 2号機（64.5万kW）計画中               |
| 川崎製鉄（千葉クリーンパワーステーション）       | 38.18万        | 2002年6月           | 千葉県千葉市           | 現：JFEスチール                                    |
| 東亜石油（水江発電所）                           | 23.8万         | 2003年6月           | 神奈川県川崎市川崎区   |                                                    |
| 昭和電工（川崎事業所）                           | 12.42万        | 1999年6月           | 神奈川県川崎市川崎区   | 現：レゾナック・ホールディングス                   |
| 日石三菱石油精製（横浜製造所）                   | 4.85万         | 2000年6月           | 神奈川県横浜市神奈川区 | 現：ENEOS                                          |
| 新日本石油精製（根岸製油所）                     | 34.2万         | 2003年6月           | 神奈川県横浜市磯子区   | 旧：日石三菱石油精製 現：ENEOS                     |
| トーメンパワー横須賀（横須賀パワーステーション） | 20.2万         | 2006年6月           | 神奈川県横須賀市       | 現：エフビット横須賀パワー。運営は東京発電に委託。 |
| 荏原製作所（藤沢工場）                           | 6.4万          | 1999年6月           | 神奈川県藤沢市         |                                                    |
| トーメンパワー寒川（寒川パワーステーション）     | 6.55万         | 1999年6月           | 神奈川県高座郡寒川町   | 運営は東京発電に委託。                             |
| ポリプラスチックス（富士工場）                   | 4.7万          | 2000年6月           | 静岡県富士市           |                                                    |

- 事業者名はいずれも契約当時。

## 関係会社等
東京電力ホールディングスを事業持株会社として、東京電力パワーグリッド、東京電力エナジーパートナー、東京電力リニューアブルパワー、東京電力フュエル&パワーがそれぞれの子会社・関連会社を有し、東京電力グループを構成している。

### 東京電力ホールディングス[66]
- 子会社
  - 東電不動産
  - 東京パワーテクノロジー
  - 東電設計
  - テプコシステムズ
  - テプコ・リソーシズ
  - 東電ハミングワーク
  - 東双不動産管理
  - 東京電力ベンチャーズ
  - TEPCOフィンテック
  - テプコ・グローバル・エナジー社
  - 東京電力タイムレスキャピタル
  - リサイクル燃料貯蔵
  - 当間高原リゾート
  - 東双みらいテクノロジー
  - 東双みらい製造
  - e-Mobility Power
  - 飯舘バイオパートナーズ
  - 東設土木コンサルタント
  - テプコ・イノベーション・アンド・インベストメンツ・ユーエス社
  - テプスコ・ベトナム社
  - TF内幸町特定目的会社
  - 東京レコードマネジメント

- 関連会社
  - TNクロス
  - KK6安全対策共同事業
  - 嬬恋蓄電所合同会社
  - 福島送電
  - 日立システムズパワーサービス
  - エナジー・アジア・ホールディングス社
  - 日本原燃
  - 日本原子力発電
  - 東京エネシス
  - やまなしハイドロジェンカンパニー
  - 原燃輸送
  - 日本原子力防護システム
  - 国際原子力開発
  - SAP-Japan
  - ソーラー・ルーフトップ・シーイー・ナイン社
  - ロゴス・テプコ・リニューアブルズ社
  - 原宿の杜守
  - 白山工業
  - エイドン・リニューアブルズ社
  - ロゴス・テプコ・シンガポール1・ホールド社
  - ロゴス・テプコ・シンガポール・アセット・アルファ社

### 東京電力パワーグリッド[66]
- 子会社
  - 東京電設サービス
  - 東電タウンプランニング
  - 東電用地
  - テプコ・ソリューション・アドバンス
  - テプコ・パワー・グリッド・ユーケー社
  - アジャイルエナジーX
  - 東電物流
  - エナジーゲートウェイ
  - TEPCO光ネットワークエンジニアリング
  - FI1社

- 関連会社
  - 新日本ヘリコプター
  - ディープ・シー・グリーン・エナジー社（香港）
  - NTT TEPCOデータセンター特定目的会社
  - 楽天モバイルインフラソリューション
  - 関電工
  - グリーンウェイ・グリッド・グローバル社
  - グリッドスカイウェイ有限責任事業組合
  - 東光高岳
  - GDBL
  - アット東京
  - 日本ユーティリティサブウェイ
  - 大同工芸
  - 昭栄電気産業
  - トライトン・ノール・オフト・ビッドコ社
  - タワーライン・ソリューション
  - 東光東芝メーターシステムズ
  - トライトン・ノール・オフト社

### 東京電力エナジーパートナー[66]
- 子会社
  - テプコカスタマーサービス
  - ファミリーネット・ジャパン
  - 日本ファシリティ・ソリューション
  - 東京電力フロンティアパートナーズ合同会社
  - 森ヶ崎エナジーサービス
  - PinT
  - ハウスプラス住宅保証
  - 自然エネルギー
  - TEPCOホームテック
  - テプコ・エナジー・パートナー・インターナショナル（タイ）社
  - NFパワーサービス
  - HFP試験センター合同会社

- 関連会社
  - 東京エナジーアライアンス
  - TEPCO i－フロンティアズ
  - T&Tエナジー
  - LIXIL TEPCO スマートパートナーズ
  - プライムソリューションズ
  - エバーグリーン・マーケティング
  - 虎ノ門エネルギーネットワーク
  - 東京都市サービス
  - HPキャピタル
  - ハウスプラス確認検査
  - 三井不動産TEPCOエナジー

### 東京電力リニューアブルパワー[66]
- 子会社
  - テプコ・リニューアブル・パワー・シンガポール社
  - フローテーション・エナジー社
  - 東京発電
  - フローテーション・エナジー・タイワン社
  - ブラックウォーター・オフショア・ウインド・ホールド社
  - ブラックウォーター・オーダブルエル・オフショア・ウインドファーム社
  - フローテーション・エナジー・ピーティーワイ社
  - フローテーション・エナジー
  - グレイストーンズ・オフショア・ウインド・ホールド社
  - グレイストーンズ・オーダブルエル・オフショア・ウインドファーム社
  - ホワイト・クロス・オフショア・ウインド・ホールド社
  - ホワイト・クロス・オフショア・ウインドファーム社
  - シードラゴン・ホールド社
  - フローテーション・エナジー・シードラゴン・ピーティーワイ社
  - シードラゴン・オフショア・ウインド・ピーティーワイ社
  - タイワン・オフショア・ウインド社
  - 都留バイオマス発電合同会社

- 関連会社
  - みらいえのしま合同会社
  - ベト・ハイドロ社
  - クンチャナ・エナジー・レスタリ社
  - テトラ・スパー・デモンストレータ社
  - 小安地熱
  - グリーン・ボルト・ホールド社
  - セノス・ホールド社
  - アクアコネクトなみえ
  - ダリアリ・エナジー社
  - ベトナム・パワー・デベロップメント社
  - オフショア・ウインド社
  - グリーン・ボルト・オフショア・ウインドファーム社
  - セノス・オフショア・ウインドファーム社

### 東京電力フュエル&パワー[66]
- 関連会社
  - JERA

### 現在は関係会社でない企業
- フュージョン・コミュニケーションズ（現・楽天コミュニケーションズ）
- ドリーム・トレイン・インターネット
- スポーツプレックス・ジャパン
- 川越ケーブルビジョン
- ジャパンケーブルネット
- 日本デジタル配信
- 関東天然瓦斯開発
- 東電ライフサポート（現・大和ハウスライフサポート）
- 東電ユークエスト（現・ユークエスト）
- 東京熱エネルギー
- グッドサーブ
- 環境美化センター
- リビタ
- 東京リビングサービス
- 東電リース （現・イチネンTDリース）
- TEPCOコールアドバンス（現・KDDIエボルバコールアドバンス）
- キャリアライズ
- ユーラスエナジーホールディングス
- 東電パートナーズ（現・ウエルシアパートナーズ）

### かつて存在した企業
- パワードコム
- スピードネット
- アステル東京
- 東京テレメッセージ（初代）
- マイエナジー
- アルファプライム・ジャパン
- 東新ビルディング
- 東電ピーアール
- ジャパン・イーマーケット
- テプコケーブルテレビ
- 東京臨海リサイクルパワー
- 東京計器工業（東光高岳に統合）

など

### 関連団体・施設

#### 関連団体
- 日本経済団体連合会 - 東京電力から会長（平岩外四）や副会長を輩出[67]。
- 電気事業連合会 - 歴代会長に東京電力会長が就任していた。
- 日本原子力産業協会 - 歴代副会長に東京電力出身者がいる。
- 関東電気保安協会 - 理事長など役員に東京電力出身者がいる。
- 東京電力労働組合 - 東京電力の労働組合。ユニオンショップ協定により特別管理職などを除く全従業員が加盟。組織内候補を国政に送っており、現在は竹詰仁が国民民主党所属の参議院議員である。
- 東電生協 - 東京電力グループとその関連企業の従業員90,249人で構成されており、物品販売・利用サービス事業・各種保険斡旋事業などを展開している[68]。

#### 広報施設
- 電気の資料館 - 神奈川県横浜市所在の科学館。現在休館中。

### 運動施設
- Jヴィレッジ - 東京電力が原子力発電所立地地域の地域振興事業の一つとして総工費130億円を投じて建設し、福島県に寄付した施設。東京電力女子サッカー部マリーゼが本拠地として活動していた。Jヴィレッジ　センター棟

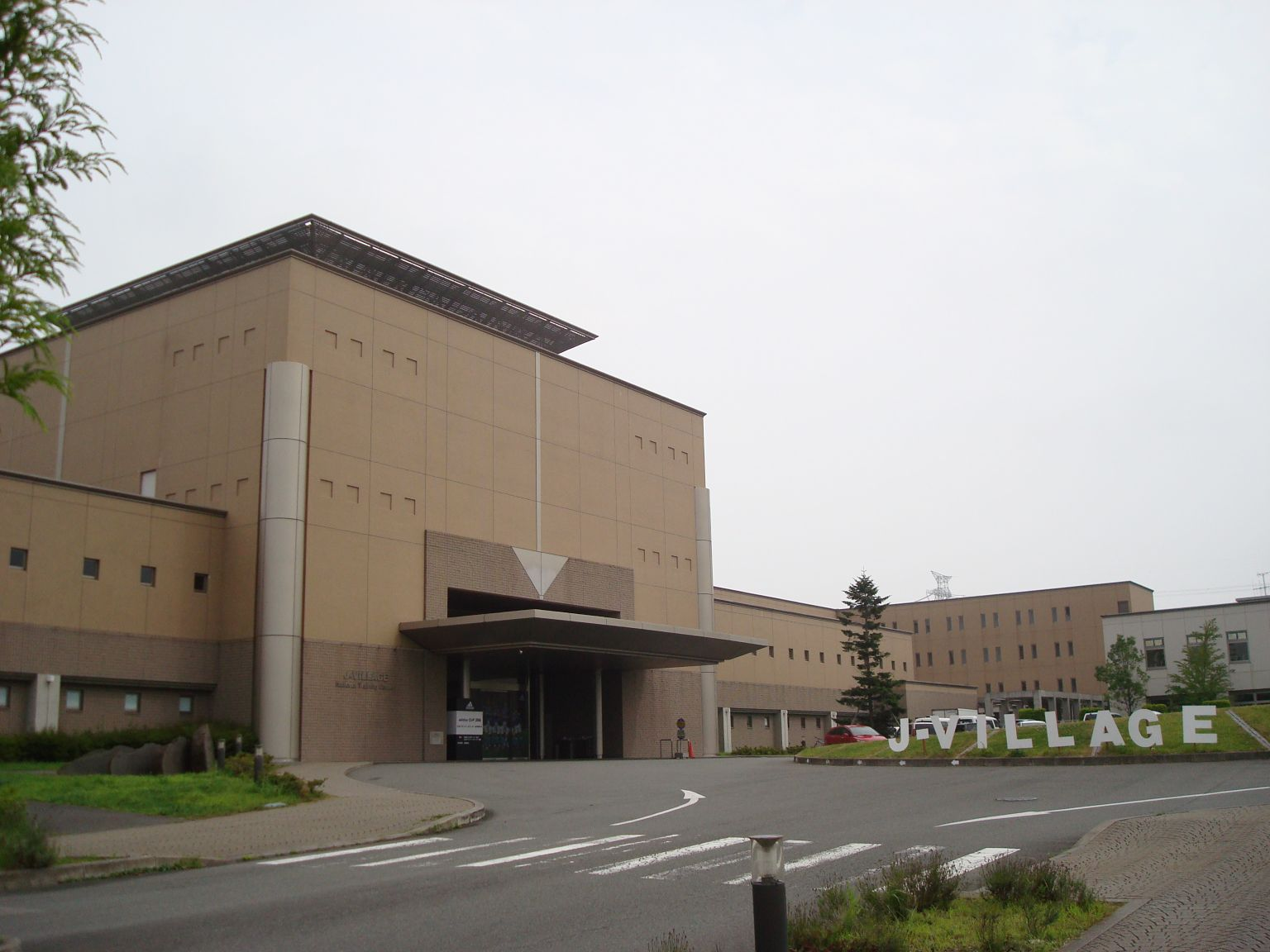
Jヴィレッジ　センター棟

### 現存しない主な関連団体・企業
- 東京電力病院 - 新宿区信濃町にあった企業立病院で、一般患者の診療は行っていなかった。事業合理化のため2014年閉鎖。

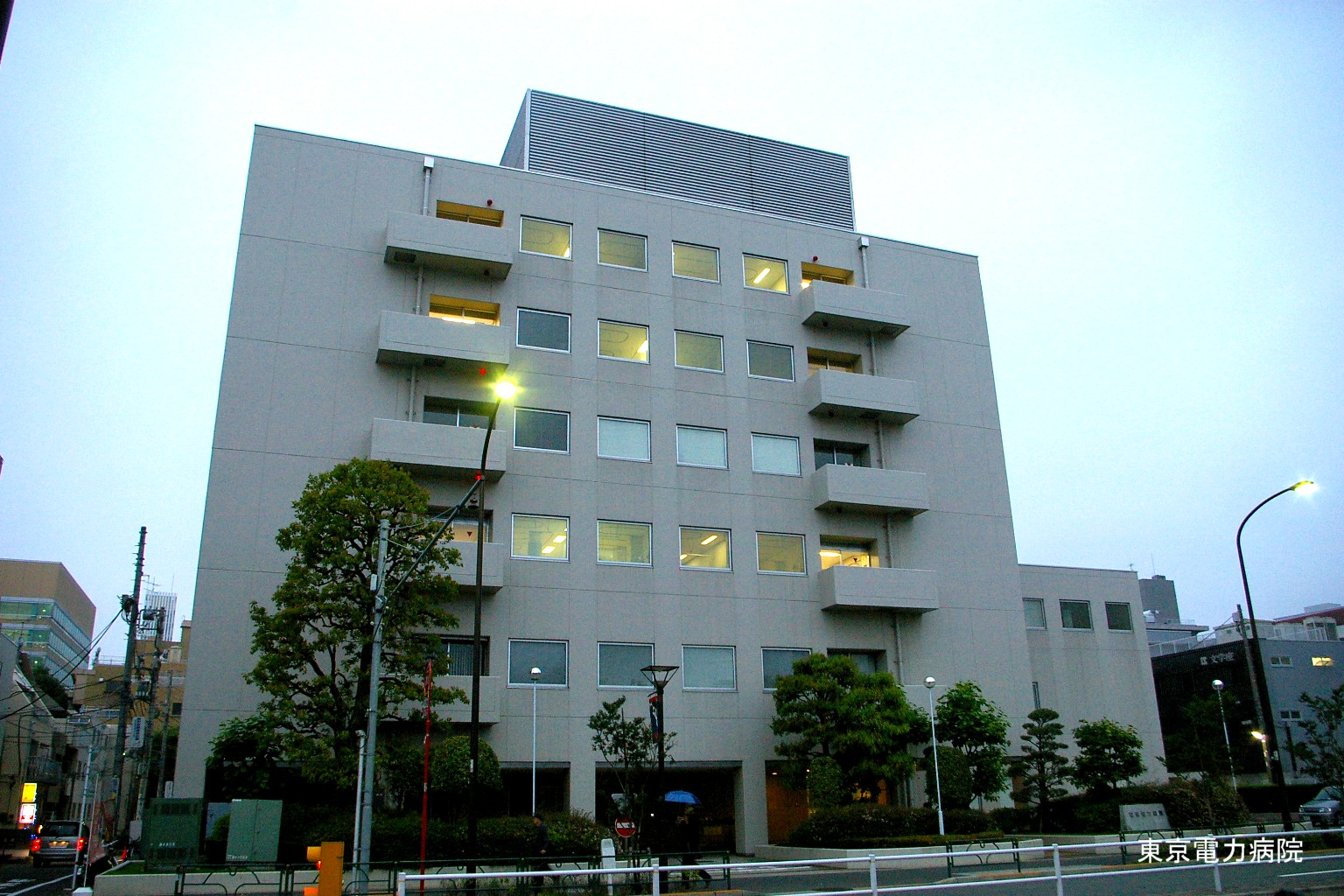
東京電力病院

- 電力館 - 渋谷区神南にあった企業博物館。東電ピーアールの解散により閉館した。地下に変電所が所在する都合により土地建物の売却ができなかったため、現在も東京電力が、隣接する東京電力渋谷支社と併せて土地建物を保有している。建物にはシダックスが入居している。

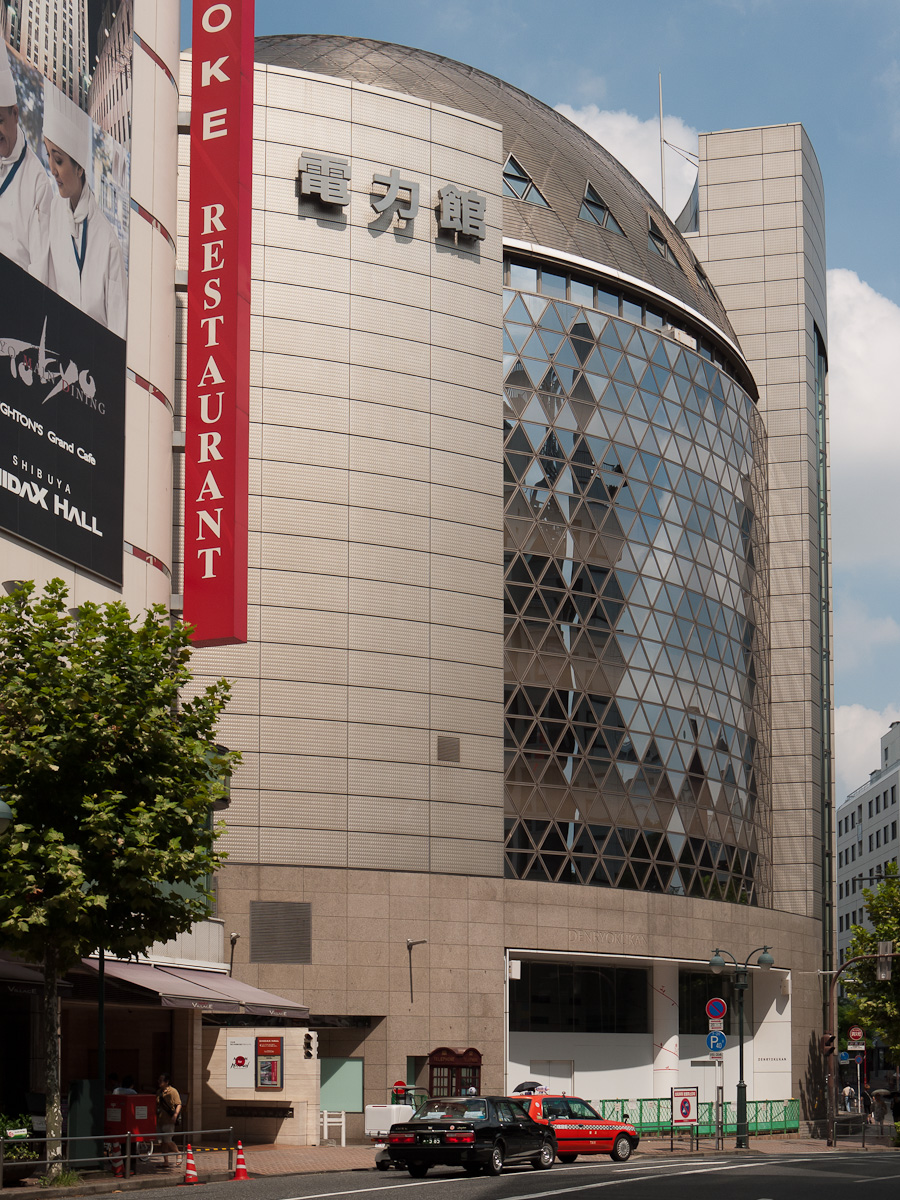
電力館

- 東電学園・東電学園高等部 - 東京電力の企業内学校であり、1954年の開校から2007年の閉校まで、中学校卒業者を生徒として受け入れ、技術系職員として養成していた。生徒には給与も支払われ、卒業後は高卒社員として東京電力への就職が確約されていた。
- 東京リビングサービス - 東京電力の福利厚生専門の子会社であったが、経営合理化のため2012年に日本ゼネラルフードへ売却された。

### 売却
福島第一原子力発電所事故の賠償金を捻出するために、愛知県名古屋市中区の賃貸マンションを売却。KDDI、リビタ、関東天然瓦斯開発の株式を売却した。
東電ライフサポートを大和ハウス工業に売却。
2012年7月27日、東京電力総合グラウンドを杉並区に売却。
2013年8月28日、銀座支社本館を読売新聞グループ本社および読売新聞東京本社に売却が決定。解体跡地には、読売並木通りビルが建設され、メインテナントとして無印良品銀座店が入居した。

### 統合
東電工業、東電環境エンジニアリング、尾瀬林業を「東京パワーテクノロジー」に統合させる。
東電ホームサービスをティー・オー・エスに統合し、社名を「テプコカスタマーサービス」に変更し、東電ホームサービスと東電広告を「東電タウンプランニング」に統合する。

## コーポレートスローガン
- 「明日をひらくエネルギー」（1987〜2001.10）
- 「前へ。先へ。あなたへ。SMILE ∞ ENERGY 」（2001.10〜2010.9）[74]
- 「いつもの電気、もっと先へ。」[75]（2010.9〜2011.3.11）
- 「挑戦するエナジー。」（2016.4〜）[76][77]

## 主な提供番組
当然のことながら、いずれの番組も上記テリトリーのみでの提供であった。同一県内で複数の電力会社のエリアとなっている静岡県では、他社（中部電力）との共同提供や共同制作CMも放送された。ただしBSデジタル放送の民放各局で同社が提供していた番組は、全国での視聴が可能であった。
イメージキャラクターとして、でんこちゃんが安全・省エネを呼びかけるCMが有名であった。その他の企業CMにおいては後述の出演者による作品が放送されていた。
広報用CM（インフォマーシャル形式）としては長らく、60秒形式の「TEPCOインフォメーション」（担当：岸ユキ→生田智子）が放送されていたが、2006年10月からは30秒形式の「東京電力 for you」（担当：辛島小恵）に変更された。
なお、東京電力の発電所が置かれている地域 では発電所の広報を目的とした独自のCMが放送されていた。特に青森・新潟・福島の3県では原子力発電への理解を求める内容で、東北電力と共同でのCMも存在し、青森県の視聴者が多い岩手めんこいテレビでも放送の実績があった。
東京電力は、年間220億円以上の広告費を使用してきたと言われる。2010年度の広告費は269億円であり、関東地方でしか電気を売らないのにもかかわらず、全国の広告費上位ランキングで10位に入っていた。

### 2011年3月時点の提供番組
2011年3月11日に発生した東日本大震災に伴い、2012年2月現在、以下の番組では既にスポンサーから降板した（一部に放送を休止している番組もある）。
また該当する番組では、提供クレジット表示を行わないのに加え、同社の通常のCMの放送に替えて、ACジャパンの公共広告CMの放映、ならびに同社からの福島第一原子力発電所事故と、その影響による計画停電についてのお詫び、および同社から全需要家に対する節電へのお願いを伝える内容の、社告形式のCM等が放映されている。また、でんこちゃんシリーズのCMも打ち切りとなった。
- トコトンハテナ（テレビ東京系列全国ネットにて一社提供扱い：他地域では、各々の電力会社の一社提供扱いであった。番組は2012年3月25日で終了。）
- でんき予報（関東・山梨と富士川以東は東京電力管内となる静岡の民放各局で夏期を中心に放送）
- 江奈滋家の食卓（青森放送テレビ、ただし提供クレジットのみでCMは放映されなかった）
- きらり☆夢ファイル（テレビ新潟）
- ふるさとウォッチングTV さとッチ!（新潟テレビ21）
- 優香 明日へSwitch!（TBSラジオ）
- TEPCOとっておきの話（アール・エフ・ラジオ日本）[注釈 9]

### 過去
- JNNニュースの森 (TBS) - 関東ローカル天気
- 読売新聞ニュース（日本テレビ、静岡第一テレビ[注釈 10]） - 一社提供。
- おとこの台所（日本テレビ、静岡第一テレビ） - 一社提供。
- 六神合体ゴッドマーズ（日本テレビ）
- ぶらり途中下車の旅（日本テレビ）
- TBSニュース (TBSテレビ） - 土曜18:50枠のみ。一社提供。
- あの街この町天気予報 (TBSテレビ）
- 紺野美沙子の科学館 → ダ・ヴィンチの予言 → 発見!ひざポン（テレビ朝日）
- ナビゲーター（テレビ東京）
- テクノ探偵団 → 世の中ガブッと!（テレビ東京）
- TEPCO天気情報（テレビ東京）
- ザ・サイエンス（TOKYO MX）
- 所さんの目がテン!（日本テレビ、山梨放送、静岡第一テレビ）
- NEWSチバ600（千葉テレビ） - 東日本大震災前まで一社提供、2011年7月に千葉銀行の一社提供に変更
- PRIME ANGLE TEPCO AROUND THE TOKIO（J-WAVE） - 提供クレジットは「Tokyo Electiric Power Company」と紹介した

## 問題・不祥事

### 天下り問題
福島第一原子力発電所事故以降、経済産業省と電力会社の天下り問題が、監督官庁である経済産業省傘下だった原子力安全・保安院の原子力発電所における安全基準のチェックを甘くさせる構造にしたとして批判が集まった。
逆に、官民人事交流というかたちで、監督官庁である経済産業省や環境省に当社従業員を出向（天上り）させている。2021年10月1日現在、内閣官房内閣サイバーセキュリティセンターに1名、環境省大臣官房に1名、同省環境再生・資源循環局に1名、同省地方環境事務所に26名の当社（子会社を含む）社員が出向している。

### 大手メディアとの癒着問題
東京電力上層部と大手マスメディア関係者の中華人民共和国への接待旅行が明らかになった。2011年3月30日の会見において、この件について問われた代表取締役の勝俣恒久は「全額東電負担ではない。詳細はよく分からないが、たぶん、多めには出していると思う」「マスコミ幹部というのとは若干違う。OBの研究会、勉強会の方々。誰といったかはプライベートの問題なので」「責任者の方によく確認して対応を考えさせていただきたい。2〜3日中にどういうことになっているか照会したい」と述べた。照会結果は未だに公表されていない。

### 原子力損害に対する賠償・除染問題
東京電力を相手に民事訴訟が起こされ、朝日新聞社によると「放射性物質は無主物であり東電が除染する責任はない」と答弁したとされており、判決もその主張が認められて原告が敗訴した。損害賠償請求権の時効は通常3年、民事訴訟の時効は10年で、いずれにしても東京電力が優勢であるが、東京電力は損害賠償の請求権の時効について、「事故から3年たったら（賠償請求が）終わりになるということは全く考えていない」（広瀬直己社長、2013年1月10日福島県庁舎にて）と、法律上の時効を過ぎても請求に応じる考えを明らかにしている。
しかし一方で、2013年春以降になって東電が、原発事故で避難した社員に対して、支払った賠償金を事実上返還するよう要求するケースが多発していることが、2014年に入って判明しており、中には、原子力損害賠償紛争解決センター（原発ADR）による和解案を拒否するケースも出ている。これらの返還請求が出て以降、復旧作業に関わる社員の退職が相次いでいるとされ、復旧作業への悪影響が懸念される状況となっている。また、東電が、立入制限区域から転居した社員に対しては賠償を打ち切る内容の独自の基準を定めていることも判明している。
原子力損害賠償・廃炉等支援機構（実質的には日本国政府）から特別資金援助というかたちで10兆円超（2021年3月末現在）の損害賠償資金の交付を受けている。これは、無利子の融資であり、仮に将来的に全額が返済されたとしても、国は1千億円以上の利払いを負担することになる。
東京電力は、放射性物質で汚染された がれき撤去の際、飛散防止剤を10倍から100倍に薄め、散布回数も大幅に減らすよう指示している。原子力規制庁は、このせいで飛散防止効果が落ち、2013年夏に放射性物質の飛散が起きたとし、東京電力に行政指導している。また、飛散防止剤メーカーの担当者は、「これでは飛散防止効果はない、飛散は当然」という旨を述べている。

## 政治家との繋がり
以下は、福島原発事故以前の状況である。2012年（平成24年）以降は、事実上の「国有企業」であり、政治献金はできない。

### 自民党への献金
東京電力の役員の大半が自民党の政治資金団体「国民政治協会」に対し、2007年から3年間で計1703万円の政治献金をしている。

### 政治家のパーティー券購入
東京電力は2010年までの数年間の間に自民党の麻生太郎、甘利明、大島理森、石破茂、石原伸晃、元自民では与謝野馨（無所属（当時））、平沼赳夫（たちあがれ日本（当時））、民主党では仙谷由人、枝野幸男、小沢一郎（当時）の政治資金パーティー券を大量購入している。

### 東京電力株を保有する政治家
2009、2010年資産等報告書による。
- 石破茂（自民党）：4813株
- 井上信治（自民党）：3400株
- 鳩山邦夫（無所属）：3044株
- 今村雅弘（自民党）：1659株
- 塩崎恭久（自民党）：1659株
- 小宮山洋子（民主党）：1500株
- 小林正夫（民主党）：1400株
- 下条みつ（民主党）：1313株
- 田中眞紀子（民主党）：1277株
- 宮澤洋一（自民党）：588株

## 関連する人物

### 歴代社長・会長
| 代 | 氏名       | 在任期間                  | 出身校                              | 出身部署   | 備考                                                                          |
| -- | ---------- | ------------------------- | ----------------------------------- | ---------- | ----------------------------------------------------------------------------- |
| 初 | 安蔵弥輔   | 1951年5月 - 1952年9月     | 東京帝国大学電気工学科              | -          | -                                                                             |
| 2  | 高井亮太郎 | 1952年9月 - 1958年        | 東京帝国大学電気工学科              | -          | 石炭納入を巡る汚職事件を受け引責辞任                                          |
| 3  | 青木均一   | 1958年 - 1961年           | 東京高等商業学校 （現在の一橋大学） | -          | -                                                                             |
| 4  | 木川田一隆 | 1961年 - 1971年           | 東京帝国大学経済学部                | 営業       | -                                                                             |
| 5  | 水野久男   | 1971年 - 1976年           | 東京帝国大学法学部                  | 総務       | -                                                                             |
| 6  | 平岩外四   | 1976年 - 1984年           | 東京帝国大学法学部                  | 総務       | -                                                                             |
| 7  | 那須翔     | 1984年6月 - 1993年6月     | 東京大学法学部                      | 総務       | -                                                                             |
| 8  | 荒木浩     | 1993年6月 - 1999年4月     | 東京大学法学部                      | 総務       | -                                                                             |
| 9  | 南直哉     | 1999年4月 - 2002年9月     | 東京大学法学部                      | 企画       | 原発データ改竄事件により引責辞任                                              |
| 10 | 勝俣恒久   | 2002年9月 - 2008年6月     | 東京大学経済学部                    | 企画       | 柏崎刈羽原子力発電所のトラブルによる引責辞任                                  |
| 11 | 清水正孝   | 2008年6月 - 2011年6月28日 | 慶應義塾大学経済学部                | 資材       | 東大出身者以外の社長は47年ぶり。 福島第一及び福島第二原発の事故による引責辞任 |
| 12 | 西澤俊夫   | 2011年6月 - 2012年6月     | 京都大学経済学部                    | 企画       | 勝俣恒久の直系・懐刀と称される                                                |
| 13 | 廣瀬直己   | 2012年6月 - 2017年6月     | 一橋大学社会学部                    | 企画・営業 |                                                                               |
| 14 | 小早川智明 | 2017年6月 - 現職          | 東京工業大学工学部                  | 法人営業   | 59年ぶりの理系出身者。恩賜発明賞受賞者。                                      |

| 代 | 氏名       | 在任期間        | 出身校                              | 出身部署 | 備考 |
| -- | ---------- | --------------- | ----------------------------------- | -------- | ---- |
| 初 | 新木栄吉   | 1951年 - 1952年 | 東京帝国大学法科大学                | -        | -    |
| 2  | 新井章治   | 1952年          | 早稲田大学大学部政治経済学科        | -        | -    |
| 3  | 安蔵弥輔   | 1952年 - 1954年 | 東京帝国大学電気工学科              | -        | -    |
| 4  | 菅礼之助   | 1954年 - 1961年 | 東京高等商業学校 （現在の一橋大学） | -        | -    |
| 5  | 青木均一   | 1961年 - 1966年 | 東京高等商業学校 （現在の一橋大学） | -        | -    |
| 6  | 木川田一隆 | 1971年 - 1976年 | 東京帝国大学経済学部                | 営業     | -    |
| 7  | 平岩外四   | 1984年 - 1993年 | 東京帝国大学法学部                  | 総務     | -    |
| 8  | 那須翔     | 1993年 - 1999年 | 東京大学法学部                      | 総務     | -    |
| 9  | 荒木浩     | 1999年 - 2002年 | 東京大学法学部                      | 総務     | -    |
| 10 | 田村滋美   | 2002年 - 2008年 | 東北大学工学部                      |          | -    |
| 11 | 勝俣恒久   | 2008年 - 2012年 | 東京大学経済学部                    | 企画     | -    |
| 12 | 下河邉和彦 | 2012年 - 2014年 | 京都大学法学部                      | -        | -    |
| 13 | 数土文夫   | 2014年 - 2017年 | 北海道大学工学部                    | -        | -    |
| 14 | 川村隆     | 2017年 - 2020年 | 東京大学工学部                      | -        | -    |
| 15 | 小林喜光   | 2021年 - 現職   | 東京大学大学院                      |          |      |

### 経営者
- 松永安左エ門（9電力設立者）
- 加納時男（元副社長・参議院議員）

### 外部出身者
官界
- 新木栄吉（日本銀行総裁、駐米大使。1951年会長）
- 増田実（資源エネルギー庁長官、通商産業省初代審議官、東京銀行顧問を経て1980年に東京電力顧問。1985年に副社長。1989年に退任）
- 石田徹（元資源エネルギー庁官。2011年顧問に就くも4月に辞任）
- 山根孟（元建設省審議会員。元顧問）
- 青山佾（元東京都副知事。2003年から取締役）
- 嶋田隆（元経済産業事務次官。元取締役）
- 林貞行（元駐英大使。2004年から監査役）
- 奈良靖彦（元駐カナダ大使。元顧問）
- 佐藤嘉恭（元駐中国大使。元顧問）
- 谷内正太郎（元外務事務次官。元顧問）
- 白川進（元通商産業省基礎産業局長。元取締役）
- 中島正剛（元東京都環境保全局長。元取締役）
- 須藤正彦（元最高裁判所判事。元取締役）
- 村松明典（元東京都総務局長。執行役）
- 山下隆一（資源エネルギー庁次長、元経済産業省産業技術環境局長、元取締役）

財界
- 石川一郎（元日産化学工業社長、旧経済団体連合会初代会長。元取締役）
- 大矢和子（元資生堂執行役員。2010年から監査役）
- 森田富治郎（元第一生命保険会長。2003年より取締役）
- 西岡喬（元三菱重工業会長。元監査役）
- 野村吉三郎（元全日本空輸会長。元監査役）
- 渡里杉一郎（元東芝社長。元監査役）
- 西尾信一（元第一生命保険会長。元取締役）
- 数土文夫（元JFEホールディングス社長。元会長）

学会
- 石井威望 （元東京大学教授。元顧問）
- 小宮山宏（元東京大学総長。2009年から監査役）

### 社員および関係者
政界
国会議員
- 河西豊太郎（元衆議院議員。元常務）
- 中村利次（元参議院議員。元東京電力労働組合中央執行委員長）
- 小林正夫（参議院議員。元東京電力労働組合中央書記長）
- 加納時男（元参議院議員、元国土交通副大臣。元副社長）
- 加賀谷健（元参議院議員、元総務大臣政務官。元従業員）

都道府県知事
その他
- 笹森清（内閣特別顧問、第4代日本労働組合総連合会会長。元東京電力労働組合委員長）
- 増田寛也（元総務大臣、元特命担当大臣（地方分権改革担当）。2014年4月より取締役）

官界
- 廣瀬直己（世界エネルギー会議副会長。元社長）
- 森本宜久 （日本銀行政策委員会審議委員。元副社長）

財界
- 南直哉（第9代社長。フジテレビジョン監査役）
- 勝俣恒久（第10代社長。KDDI取締役）
- 小平浪平（日立製作所創業者。元従業員）
- 服部拓也（日本原子力産業協会理事長、原子力国際協力センター理事長。元副社長）
- 並木育朗（原子力環境整備促進・資金管理センター理事長。元執行役員）
- 山路亨（原子力発電環境整備機構理事長。元常務）
- 佐竹誠（元関東天然瓦斯開発社長、社団法人海外電力調査会会長。元常務）
- 野澤清志（日本原燃社長。元常務）
- 佐々木正（日本原燃社長。元理事）
- 兒島伊佐美（日本原燃社長。元副社長）
- 川井吉彦（日本原燃社長。元取締役）
- 工藤健二（日本原燃社長。元執行役員）
- 増田尚宏（日本原燃社長。元副社長）
- 白澤富一郎（日本原子力発電社長。元副社長）
- 武藤栄（国際原子力開発取締役。元副社長）
- 渡辺良平（地方シンクタンク協議会代表幹事。元従業員）
- 武井優（アラビア石油監査役。元副社長）
- 武黒一郎（国際原子力開発社長。元副社長）
- 中村剛（家電製品コンサルタント）
- 榎本聡明（社団法人海外電力調査会会長。元副社長）
- 海野和男（昆虫写真家、日本自然科学写真協会副会長）
- 岡部秀也（セリングビジョン代表取締役社長。元東京電力エネルギー営業部長）
- 中村文子（東京エネルギーリサーチ代表取締役社長）
- 西郷徹也
- 合津美智子（グッドサーブ代表）
- 雨宮弘子（ダイバーシティ推進室長、元エイボン・プロダクツ人事総務部長）

学会
- 射場本忠彦（東京電機大学学長、空気調和・衛生工学会会長。元従業員）
- 岡倉古志郎（元日本学術会議副会長。元従業員）
- 大橋弘忠（東京大学大学院工学系研究科教授。元従業員）
- 二見常夫（東京工業大学大学院理工学研究科原子核工学専攻特任教授、元常務・福島第一原子力発電所所長）
- 森治嗣（元北海道大学大学院工学研究院教授、元日本原子力学会副会長、元部長）
- 山口博（元電気学会会長。元副社長）

スポーツ
- 野口健（登山家）
- 三浦雄一郎（プロスキーヤー、登山家）
- 木村孝洋（東京電力女子サッカー部マリーゼ監督）
- 大部由美（東京電力女子サッカー部マリーゼ選手）
- 丸山桂里奈（東京電力女子サッカー部マリーゼ選手）
- 宇野涼子（東京電力女子サッカー部マリーゼ選手）
- 佐藤春詠（東京電力女子サッカー部マリーゼ選手）
- 谷口浩美（東京電力長距離・駅伝チーム監督）

文化
- 竹内薫（サイエンスライター、小説家。2002年に東京電力の「都市・くらしとエネルギー研究会」委員に就任）

芸能
- 竹内純子（環境系タレント）

その他
- 蓮池透（北朝鮮による拉致被害者家族連絡会副代表。元東京電力原子燃料サイクル部サイクル技術担当部長）

### 家族が東電関係者
- 櫻内義雄（父は元日本伝燈取締役。兄は元中国電力会長。義弟の父は元東電会長）
- 石破茂 - 長女が2011年入社[注釈 11]

### 企業CM出演者
原子力・プルサーマル発電推進広告
- 吉村作治
- 草野仁
- 川合俊一（1990年代後半）
- 中畑清（同上、のちに横浜DeNAベイスターズ監督を務める）

環境保護事業推進広告
- 石丸謙二郎（ナレーション出演）

Switch!シリーズ
- 鈴木京香（Switch!シリーズ）
- 江波杏子（同上）
- 滝川クリステル（同上）
- 陳建一（Switch!シリーズ・IHクッキングヒーター）
- 道場六三郎（同上）
- 坂井宏行（同上）
- 美輪明宏(同上)
- 本上まなみ（Switch!シリーズ：ファミリー編）
- 西島秀俊（同上）
- 濱田龍臣（同上）
- 永野芽郁（同上）
- 生瀬勝久（同上）
- 山根良顕（Switch!シリーズ・エコキュート）

TEPCOひかり
- 井川遥
- 山田孝之
- 志田未来（おじいちゃんの満足編）

電気温水器
- 錦野旦

TEPCOインフォメーション（広報用CM、インフォマーシャル）
- 岸ユキ
- 生田智子

東京電力 for you（広報用CM、インフォマーシャル）
- 辛島小恵

その他
- 1990年代には人体化したアリクイのキャラクターが登場するアニメーションのCMがあり、『JNNニュースの森』（TBS）の天気コーナーのオープニングキャッチにもCMのアニメ映像が転用されていた。

## テレビ番組
- 日経スペシャル ガイアの夜明け 安い電気選べます～知られざる電力自由化の舞台裏～（2004年7月6日、テレビ東京）[92]。- 電力自由化への対応を取材。